# 1363
Cette page concerne l'année 1363  du calendrier julien.
L'année 1363 est une année commune qui commence un dimanche.

## Événements

### Asie
- 15 juin - 28 août : siège de Nanchang en Chine[1]. Zhu Yuanzhang, maître de Nankin, vainc et tue son compétiteur Chen Youliang (en) maître du Hubei, du Hunan et du Jiangxi lors de la bataille navale du lac Poyang et s’empare de ses territoires.

- Des pirates japonais Wakô sont repérés sur les côtes coréennes[2].
- Le chef turco-mongol Timur Lang rompt avec Tughluk Timur (en), khan du Mogholistan, et abat la puissance mongole après ses victoires contre Ilyas Khoja (en) près du pont de pierre de la rivière Wakhch puis entre Kech et Samarkand. Il est maître de la Transoxiane[3].

### Europe
- 13 janvier : mort de Meinhard III de Gorizia-Tyrol. Sa mère Margarete Maultasch donne le Tyrol aux Habsbourg d’Autriche[4]. Rodolphe IV écrit au doge de Venise qu’il contrôle les routes entre l’Allemagne et l’Italie.
- 14 mars : Gabriele Adorno est élu doge de Gênes après la mort par empoisonnement de Simone Boccanegra[5].
- 9 avril : les rois de Suède Magnus IV et Haakon VI s’allient contre la Hanse avec Valdemar IV de Danemark. Le mariage d’Haakon avec Margrethe de Danemark est célébré[6].
- 15 juin : Venceslas, fils de l'empereur Charles IV du Saint-Empire, est couronné roi de Bohême à l'âge de deux ans[7].
- 9 août : début de la révolte de Saint Titus en Crète à la suite des mesures fiscales imposées par Venise (fin le 4 juin 1364)[8].
- 6 septembre[9],[10] : acte de concession de Germigny (Marne) - Philippe le Hardi acquiert le duché de Bourgogne en apanage (fin en 1404) par la volonté de son père Jean II le Bon, roi de France.
- 13 septembre : le capitaine des "routiers" Seguin de Badefol s'empare de Brioude. Il quittera la ville à la suite d'une convention signée le 21 mai 1364.
- 30 novembre : Albert de Mecklembourg est élu roi de Suède par les nobles[6].
- 30 novembre - 5 décembre[11] : les États généraux d'Amiens votent des subsides pour débarrasser le royaume des grandes compagnies.
- 10 décembre[12] : retour de Jean le Bon à Londres après la fuite de son fils Louis d'Anjou, retenu comme otage. Il meurt peu après.
- 21 décembre - 24 mars 1364 : gel de la Meuse à Liège. Hiver 1363-1364 particulièrement long (19 semaines à Tournai) et rigoureux[13].

- Le sultan ottoman Murat Ier est victorieux d'une coalition des rois de Serbie et de Hongrie et du pape Urbain V sur la Maritsa ; il occupe peu à peu les Balkans[14].
- Création par Édouard III d'Angleterre de l’étape de Calais : les laines ne peuvent être exportés vers l’Angleterre qu’à partir de Calais[15].
- La peste est signalée par un chroniqueur d'Orvieto[16].
- Pierre Ier de Castille assiège et prend le château de Sagonte[17].